# Montreux
Montreux ([mõˈtʁø], toponimo francese; in tedesco Muchtern, desueto) è un comune svizzero di 26 629 abitanti del Canton Vaud, nel distretto della Riviera-Pays-d'Enhaut; ha lo status di città. Montreux è celebre per i suoi rapporti col mondo dello spettacolo: ospita alcuni festival di rilievo, oltre a essere legato alla biografia di numerosi grandi artisti.

## Geografia fisica
Montreux si affaccia sul lago Lemano, nella cosiddetta "Riviera svizzera".

## Storia
Il comune di Montreux è stato istituito nel 1962 con la fusione dei comuni soppressi di Le Châtelard e Les Planches.

## Monumenti e luoghi d'interesse
- Piazza del Mercato (Place du Marché), aperta sul lago Lemano: è l'ampia piazza centrale della città, dove si trova il mercato coperto eretto nel 1891[1];
- Lungolago con sculture e piccoli monumenti che ricordano artisti ed eventi legati alla città; tra questi, un busto in memoria di Miles Davis, una statua bronzea di grandi dimensioni dedicata a Freddie Mercury e la scritta Smoke on the water affissa presso il mercato coperto, riferita all'omonima canzone dei Deep Purple.

## Società

### Evoluzione demografica
L'evoluzione demografica è riportata nella seguente tabella:
Abitanti censiti

## Cultura

### Musica
A Montreux hanno a lungo avuto sede i Mountain Studios (poi trasferiti ad Attalens), studi di registrazione utilizzati da molti artisti internazionali che nel 1978 furono acquistati dai Queen; vi incisero tra gli altri Patrick Moraz e gli Yes.

### Eventi

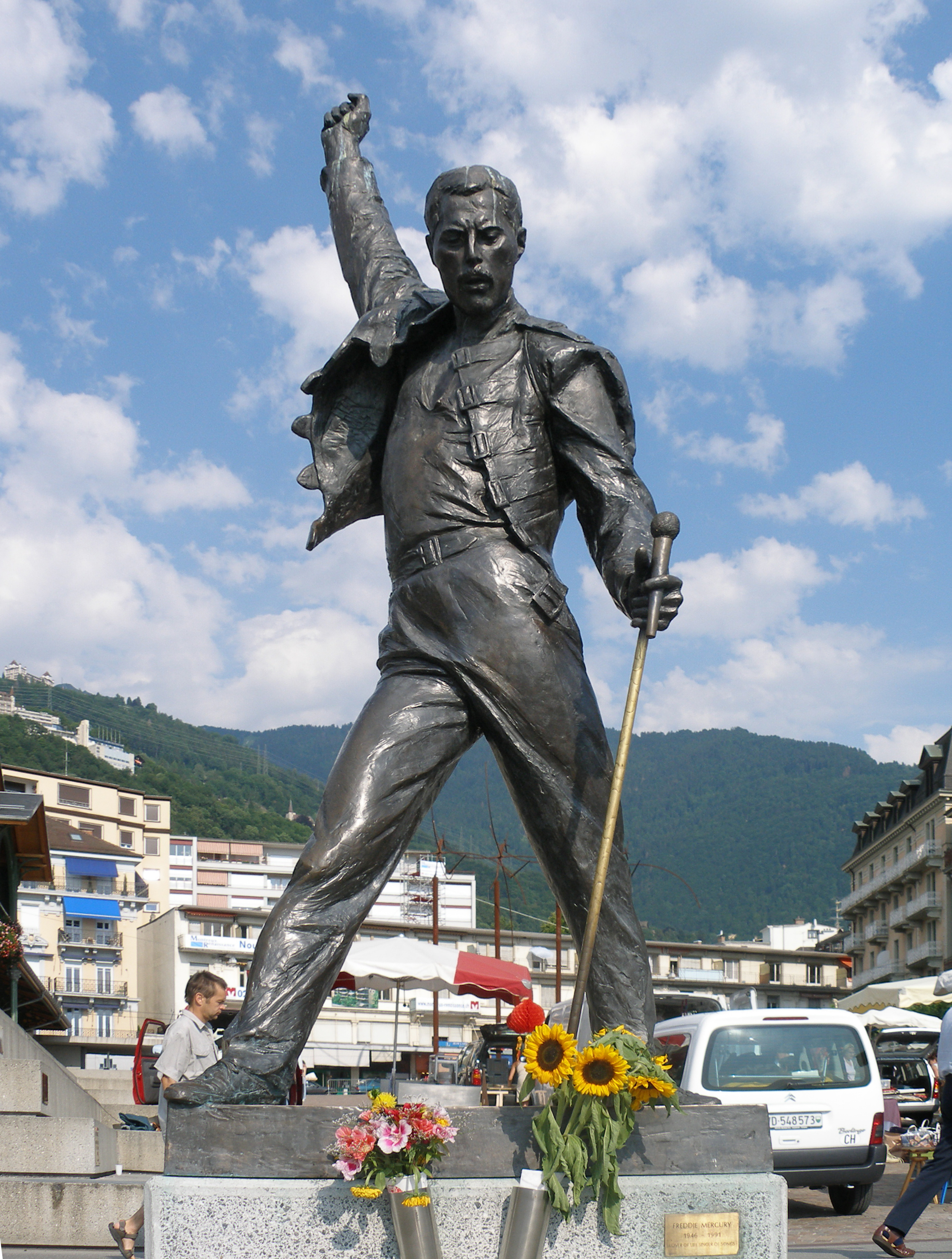
La statua dedicata a Freddie Mercury sul lungolago

- Festival della Rosa d'oro, annuale, si è tenuto in primavera dal 1961[1] al 2003; consegnava un premio internazionale per la televisione, la Rosa d'oro di Montreux[senza fonte];
- Montreux Jazz Festival, annuale, si tiene in luglio dal 1967[1];
- Montreux Sundance, annuale, si tiene a maggio dal 1994[senza fonte];
- Freddie Mercury Memorial Day, annuale, si tiene a settembre dal 2003; consente di prendere diretto contatto con gli ambienti del lungo soggiorno svizzero del cantante come la "Duck House", la sua abitazione[senza fonte];
- Concorso internazionale di canto corale, annuale, dove si affrontano i migliori cori polifonici provenienti da tutto il mondo[senza fonte].

## Geografia antropica

### Frazioni
- Le Châtelard[4]
  - Baugy
  - Brent
  - Chailly
  - Chaulin
  - Chêne
  - Chernex
  - Clarens
  - Crin
  - La Rouvenaz
  - Les Avants
  - Pallens
  - Pertit
  - Planchamp
  - Sâles
  - Sonzier
  - Tavel
  - Vernex
- Les Planches[5]
  - Collonge
  - Glion
  - Territet
  - Veraye

## Infrastrutture e trasporti

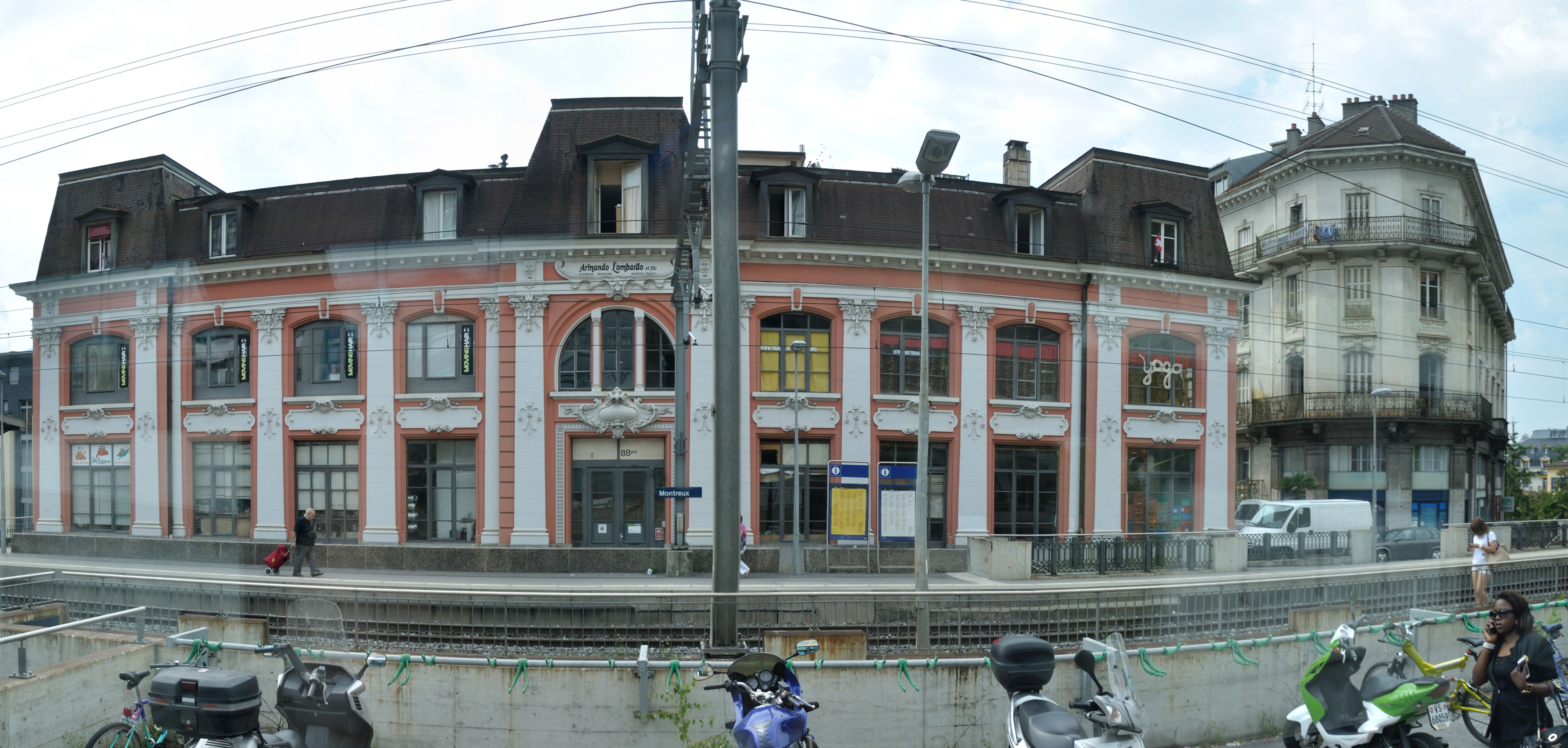
La stazione di Montreux

Montreux è servito dall'omonima stazione sulla ferrovia del Sempione e da altre 28 stazioni nel territorio comunale, sulle linee per Zweisimmen e per Rochers-de-Naye.

## Amministrazione

### Gemellaggi
- Wiesbaden, dal 1953[senza fonte]